# ديان ماكستش
ديان ماكستش هو لاعب كرة قدم صربي في مركز حراسة المرمى، ولد في 20 سبتمبر 1975 في جمهورية يوغوسلافيا الاشتراكية الاتحادية. لعب مع سامسون سبور وسسكا صوفيا ونادي بكاه كيلان ونادي تشوكاريتشكي ونادي فلوريانا.

## وصلات خارجية
- ديان ماكستش على موقع اتحاد تركيا (لاعب) (الإنجليزية)
- ديان ماكستش على موقع قاعدة بيانات كرة القدم.إي يو (الإنجليزية)